# Damir Matković
| 9657 Učka    | 24 febbraio 1996 |
| 10175 Aenona | 14 febbraio 1996 |

Damir Matković (...) è un astronomo croato.
Insieme a Željko Anderić, Vanja Brčić, Korado Korlević e Petar Radovan ha collaborato alla rinascita dell'osservatorio di Visignano dopo la crisi successiva alla dissoluzione della Jugoslavia.
Il Minor Planet Center gli accredita la scoperta di due asteroidi effettuate nel 1996 entrambe in collaborazione con Korado Korlević.